# Biomagnetismus

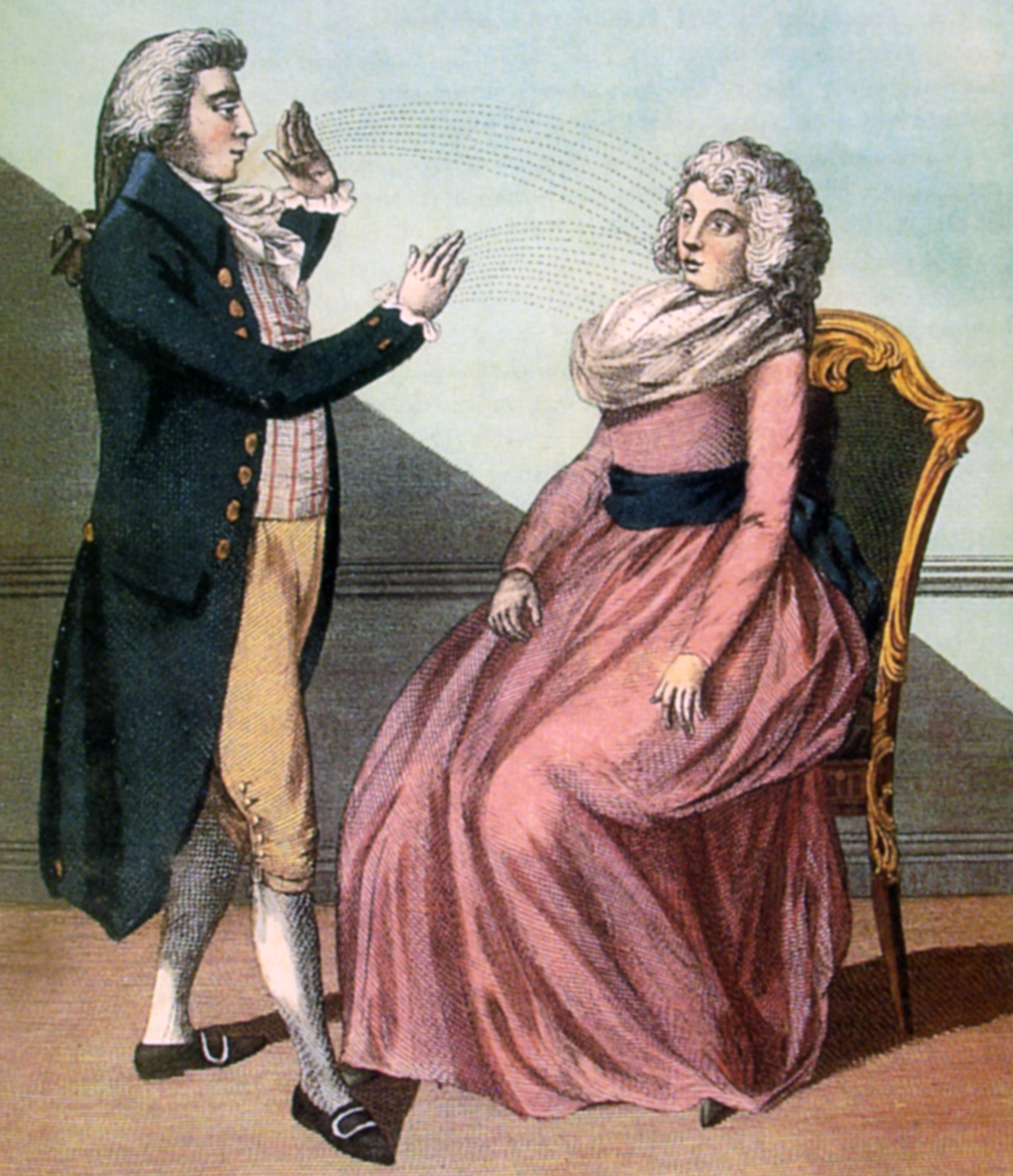
Hypnotizující terapie (mesmerismus): rytina z knihy britského astrologa a okultisty Ebenezera Siblyho (1751–1799), „Klíč k fyzice“ (1794)

Biomagnetismus, případně živočišný magnetismus nebo animální magnetismus je nepotvrzený jev, který měl být využíván při léčení. Takový způsob léčby se nazývá mesmerismus.
Pojem „živočišný magnetismus“ pochází od Franze Antona Mesmera (1734–1815), který léčil své pacienty nejprve za pomoci permanentního magnetu, které přikládal na nemocná místa. Později stejných výsledků dosáhl za pomoci svých rukou, což si vysvětlil tak, že existuje jakýsi živočišný magnetismus (francouzsky magnétisme animal). Živočišný magnetismus podle něho vyplňoval celý vesmír. Člověk ho může z okolí získávat, hromadit v sobě a případně i přinést na jiného člověka. Údajnou léčebnou sílu vysvětloval tak, že vyzařovaný magnetismus z jeho rukou měl odstraňovat překážky ve volném oběhu tohoto magnetismu, které měly být podle jeho představ příčinou nemocí. V jiných případech nemocné části těla namáčel ve vodě, která měla být „zmagnetizovaná“.
Mesmerovu představu živočišného magnetismu vyvrátila komise francouzské Akademie věd, která roku 1784 Mesmera požádala, aby živočišným magnetismem ovlivnil kompas a elektrometr, což se mu nepovedlo. Pozorované jevy při Mesmerově působení byly později „vysvětleny“ jako důsledek placebo efektu a hypnotického působení.
Na živočišný magnetismus, většinou přejmenovaný na „biomagnetismus“, se odvolávají mnozí léčitelé, kteří se snaží léčit i podobnými metodami jako používal Mesmer. Biomagnetismus též někdy nazývají „kosmickým magnetismem“. Podobně pracují i s aurou.

## Technika

### Školy
Existuje řada technik a škol aplikace biomagnetismu, známe tahy nebo přikládání rukou podle
- Džuny Davitašviliové
- F.A. Mesmera
- školy Reiki

### Typy
- bezkontaktní masáž
- přikládání rukou
- aplikace prostřednictvím masáže, hlazení, objetí, podání ruky, chiropraxe aj.
- aplikace prostřednictvím míčkování
- aplikace prostřednictvím "usměrňujících" pomůcek (ankh, virgule, magnety)
- aplikace prostřednictvím reflexní terapie (akupresura aj.)
- léčba a samoléčba prostřednictvím jógy. (Jogínské techniky, které podporují tělesné a duchovní proudy životních energií se nazývají pránajáma)